# ابن عمير اليمني
أبو عبد الله محمد بن الحسين بن عمير اليمني المغربي (؟ - 400هـ/1009-1010م) هو أديب ونحوي وشاعر عربي عاش في مصر زمن الخلافة العباسية.

## سيرته
ولِدَ محمد بن الحسين بن عمير في اليمن، ولا يُعرَف شيئاً عن تفاصيل حياته هناك، ثُمَّ هاجر إلى الشام، ومنها إلى المغرب، واستقرَّ أخيراً في مصر، وفيها تتلمذ لدى أبي جعفر أحمد بن محمد الطحاوي وأبي القاسم جعفر بن محمد النحوي، وتقرَّب من خلفاء الدولة الفاطمية، واعتنق المذهب الإسماعيلي، وكان يعمل مُدرِّساً في إحدى دير العلم في القاهرة. اشتهر ابن عمير أديباً ونحوياً وشاعراً، وتناول في شعره الحكمة والهجاء، إلا أنَّه اشتهر بصورة رئيسية بسبب كتابه المُسمَّى «المُضاهاة»، يحاول فيه إثبات أنَّ الحِكَم التي بثّها ابن المقفع في «كليلة ودمنة» اقتبسها من شعراء العرب القُدامى الجاهليين والمخضرمين. تُوفِّي ابن عمير في سنة 400هـ.

## مؤلفاته
تُنسَب إليه المؤلفات التالية:
- «التنبيه على بلاغات القرآن».
- «أخبار النُّحاة وطبقاتهم».
- «مضاهاة أمثال كليلة ودمنة بما أشبهة من أشعار العرب» (مطبوع، ألَّفه قرابة 340هـ، وأهداه إلى المعز لدين الله).